# Oshtorīnān
Oshtorīnān (persiska: اُشتُرينان, اشترینان) är en ort i Iran.   Den ligger i provinsen Lorestan, i den nordvästra delen av landet, 300 km sydväst om huvudstaden Teheran. Oshtorīnān ligger 1 815 meter över havet och antalet invånare är 5 264.
Terrängen runt Oshtorīnān är kuperad åt sydost, men åt nordväst är den platt.Runt Oshtorīnān är det tätbefolkat, med 257 invånare per kvadratkilometer. Närmaste större samhälle är Borujerd, 16,5 km sydost om Oshtorīnān. Trakten runt Oshtorīnān består till största delen av jordbruksmark.